# Ceca & Friends
Хитови е третият компилационен албум на Цеца, издаден през 1999 година от PGP RTB. Съдържа 18 песни от периода 1993 – 1995 г.

## Песни
1. Да ли то љубав прави од нас слабиће
2. Фатална љубав
3. Куда иду остављене девојке
4. Кукавица
5. Нећу да будем као машина
6. Није монотонија
7. Опрости ми сузе
8. Шта је то у твојим венама
9. Устани буди се
10. Ваздух коjи дишем
11. Не рачунај на мене
12. Ко на грани jабука
13. Даj ми Боже
14. Љубавници
15. Много jе
16. Тачка прекида
17. У служби љубави
18. Гори море